# 科達齊克
48°8′20″N 35°36′40″E / 48.13889°N 35.61111°E
科達齊克（烏克蘭語：Кодацьке），是烏克蘭的村落，位於該國中部第聶伯羅彼得羅夫斯克州，由錫涅利尼科沃區負責管轄，處於中捷爾薩河左岸，距離扎亞切1公里，海拔高度130米，2001年人口92。